# Utetheisa antennata
Utetheisa antennata là một loài bướm đêm thuộc phân họ Arctiinae, họ Erebidae.